# Humberto Delgadoplein

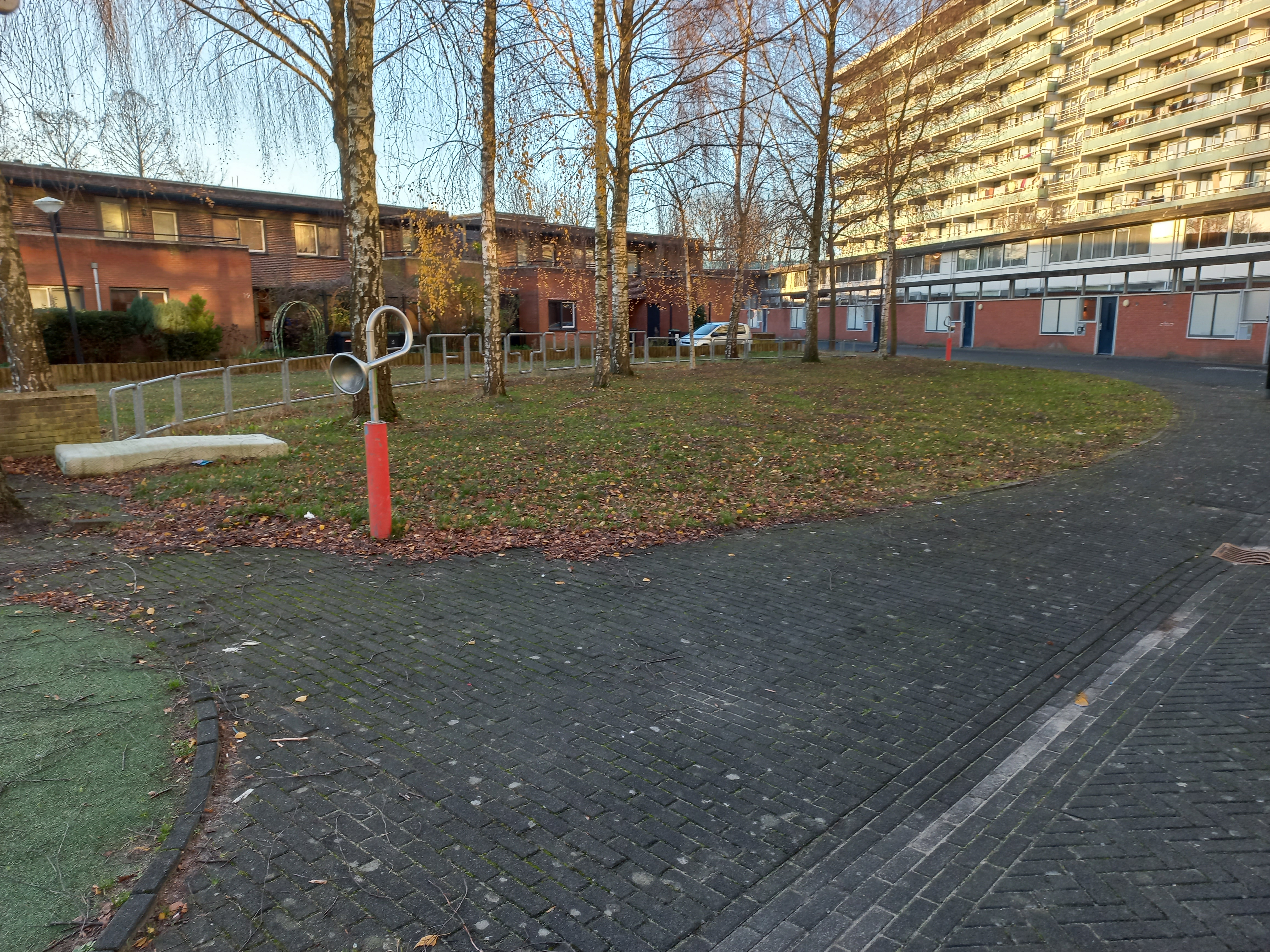
Humberto Delgadoplein met roeptoeters (rood) en hekwerk met Future (grijs) (december 2023)

Het Humberto Delgadoplein is een plein in Amsterdam-Zuidoost.
Dit plein stond niet op de originele plattegronden van de te bouwen wijk Bijlmermeer in de jaren zestig van de 20e eeuw. Toen lag hier groengebied ten westen van de honingraatflat Florijn. Die flat werd omstreeks 2000 behoorlijk ingekort; er bleven maar twee segmenten staan, de segmenten zijn in een knik met elkaar verbonden. In die jaren ging de hele buurt op de schop en werd er op plek van de honingraatflats grotendeels laagbouw neergezet. In de holte van de knik werd een groene ruimte uitgespaard, het later Humberto Delgadoplein. Het plein kreeg op 8 mei 2001 haar naam, een vernoeming naar Humberto Delgado.
In de groenvoorziening van het plein staan twee vormen van “kunst in de openbare ruimte” waarvan geen historie terug te vinden is. Eén daarvan is een hekwerk, waarin het woord Future (het heet hier de F-buurt) te lezen is; de objecten doen denken aan de duikelrekken van Aldo van Eyck. De andere kunstvorm bestaat uit twee delen, het zijn twee gecombineerde spreek- en luisterobjecten, die vermoedelijk met elkaar in verbinding staan, zodat je op het plein kan praten zonder dat iedereen hoeft mee te luisteren.